# Josefine Steffen
Josefine Steffen-Zehnder (* 29. Januar 1902 in Ettenhausen; † 26. April 1964 Luzern; heimatberechtigt ebenda und in Grossdietwil) war eine Schweizer Aktivistin gegen das Frauenstimmrecht und Mitgründerin des Bundes der Schweizerinnen gegen das Frauenstimmrecht.

## Leben
Josefine Steffen war die Tochter des Bauern Johann Zehnder und der Maria geborene Engeler. Sie wuchs in Ettenhausen auf und absolvierte das Lehrerinnenseminar Menzingen. Danach studierte sie Geschichte an der Universität Zürich. Sie arbeitete als Lehrerin und wurde 1935 promoviert. Mit ihrem Ehemann, dem Gymnasiallehrer Konrad Steffen, leitete sie seit 1937 ein Studentenheim in Luzern. Sie war katholisch.
Mit Gertrud Haldimann war Steffen-Zehnder 1958 eine Mitgründerin des Frauenkomitees gegen die Einführung des Frauenstimmrechts in der Schweiz (später «Bund der Schweizerinnen gegen das Frauenstimmrecht») und übernahm die Leitung der kantonalen Sektion in Luzern. Vor der ersten nationalen Volksabstimmung über das Frauenstimmrecht 1959 trat sie als «brillante Rednerin» auf. Nach der für die Gegnerinnen erfolgreichen Abstimmung engagierte sich Steffen-Zehnder in kantonalen Bildungskommissionen. Sie veröffentlichte Beiträge zur Bildungspolitik, gegen das Frauenstimmrecht und Literaturkritik.
Josefine Steffen-Zehnder starb am 26. April 1964 in Luzern.

## Schriften
- als Josy-Maria Steffen-Zehnder: Das Verhältnis von Staat und Kirche im spätmittelalterlichen Zürich. (Dissertation) Calendaria, Immensee (Schwyz) 1935.

## Belege
1. 1 2 3  Regula Ludi: Josefine Steffen-Zehnder. In: Historisches Lexikon der Schweiz. (abgerufen am 28. Mai 2022)

| Personendaten    | Personendaten |
| ---------------- | --- |
| NAME             | Steffen, Josefine |
| ALTERNATIVNAMEN  | Steffen-Zehnder, Josefine Maria; Steffen-Zehnder, Josy-Maria (vollständiger Name); Zehnder, Josefine Maria (Geburtsname) |
| KURZBESCHREIBUNG | Schweizer Aktivistin gegen das Frauenstimmrecht                                                                          |
| GEBURTSDATUM     | 29. Januar 1902 |
| GEBURTSORT       | Ettenhausen, Schweiz |
| STERBEDATUM      | 26. April 1964 |
| STERBEORT        | Luzern, Schweiz |